# Нирков Юрій Олександрович
Юрій Нирков (рос. Юрий Александрович Нырков, нар. 29 червня 1924, Вишній Волочок — пом. 20 грудня 2005, Москва) — радянський футболіст, що грав на позиції захисника. За збірну СРСР на Олімпійських іграх в Гельсінкі в 1952 році зіграв 3 матчі. Заслужений майстер спорту СРСР (1985). Генерал-майор.
Кавалер орденів Вітчизняної війни I ступеня (двічі) і II ступеня, ордена Червоної Зірки, «За службу Батьківщині у Збройних Силах СРСР» III ступеня та ордена Дружби.

## Життєпис

### Дитинство
Юрій Нирков народився в сім'ї виконроба Олександра Олексійовича Ниркова (1894—1964) та домогосподарки Ельзи Петрівни Ниркової (1894—1968) 29 червня 1924 року в місті Вишній Волочок Тверської губернії. Юрій став другою дитиною в сім'ї, його сестра Маргарита Олександрівна Ниркова (1922—1998) була на два роки старшою.
У 1928 році Ниркови переїхали в Чапаєвськ Середньоволзької області, пізніше вони переїхали в село Путилове, розташоване в Пушкінському районі Московської області. До 1936 року Олександр Нирков працював виконробом на будівництві Софринського полігону.
У 1936 році Юрій був прийнятий до складу дитячої команди піонерів, яка виступала на той час на стадіоні «Динамо». Нирков брав участь в першому міжнародному матчі проти команди дітей, які були евакуйовані з Іспанії через Громадянську війну. Команда Юрія виграла, за перемогу над іспанцями нарком фінансів СРСР Влас Чубар вручив кожному футболістові, який взяв участь в цій грі кишеньковий годинник з пам'ятним гравіруванням. В одній команді з Юрієм Нирковим виступав в майбутньому відомий хокейний тренер Анатолій Кострюков. Пізніше Юрій грав за московську футбольну команду «Крила Рад», його першими тренерами були П. Канунников, М. Нікітін, А. Чистяков.

### Під час Другої світової війни
30 червня, Юрій Нирков по комсомольській путівці був відправлений на будівництво оборонних споруд під містом Вязьма. У жовтні Юрій повернувся в Москву і відразу ж отримав нове направлення в місто Карачев Брянської області, пізніше у зв'язку з наступом німців на Москву його перевели в околиці міста Богородецька, який розташований поблизу Тули. Потім брав участь у будівництві оборонних споруд на річці Сура. У 1942 року мобілізований до армії й направлений на навчання в Тамбовське артилерійське технічне училище.
Після закінчення училища в травні 1943 року Юрій Нирков отримав звання молодшого лейтенанта й був направлений у полк самохідної артилерії, сформованої в місті Івантєєвка Московської області, з яким згодом був відправлений на Калінінський фронт. Там командував загоном, який підвозив боєприпаси для самохідної артилерії. Полк входив до складу Резерву Верховного Головнокомандування і служив для посилення наступаючих військ. Юрій служив в найнебезпечніших місцях фронту. У важких боях його частина несла великі втрати.
Нирків брав участь у Корсунь-Шевченківській операції. Після переформування полк брав участь у звільненні Польщі, дійшовши до міста Штеттин. Звідти полк був перекинутий на південний напрямок, до міста Кострин для підготовки прориву фронту і наступу на Берлін.
У січні 1945 року Юрій Нирків в складі полку брав участь в операції в районі Кострина, в якій територію зайняту німецькими військами освітлювали безліччю потужних прожекторів. Після цієї операції полк з боями підійшов до Берліна. Війну Юрій закінчив 11 травня 1945 року в Берліні у званні молодшого лейтенанта.

### Клубна кар'єра
Після закінчення війни Юрій Нирков за наказом командира став начальником спортивного осередку своєї частини. Команда, в якій грав Нирков, виграла змагання дивізії, корпусу і, нарешті, армії. У 1946 році його команда виграла Кубок ГРВН.
У 1946 року в Групу радянських військ у Німеччині приїхав основний склад команди ЦБЧА і провів декілька товариських матчів. Після одного з матчів, участь в якому брав Нирков, до нього підійшов Анатолій Тарасов і запропонував перейти до ЦБЧА. Нирков довго відмовлявся від переходу, проте, надійшов наказ відрядити його у столичну команду. Незважаючи на хворобу, його першим же літаком відправили до Москви. 9 травня 1947 року він приземлився в аеропорту Биково.
Спочатку Нирков виступав за дублюючий склад ЦБЧА, його команда посіла перше місце, однак в матчі проти київського «Динамо» сам гравець отримав серйозну травму коліна, яку заліковував у Феодосії.
У сезоні 1948 року Юрій став гравцем основного складу. Разом з командою виграв чемпіонат і Кубок СРСР, проте через застуду отримав ускладнення на нирках, тому взимку 1949 року лікувався в госпіталі імені Бурденка, а згодом, по путівці Міністерства оборони в туркменському місті Байрамали.
Нирков виступав за ЦБЧА до серпня 1952 року, був віце-капітаном команди. Влітку в складі олімпійської збірної СРСР взяв участь в XV олімпійських іграх, які проходили у Фінляндії. Після їх закінчення команда ЦБЧА, що формувала основу збірної, була розформована, причиною цьому послужила поразка від збірної Югославії, у політичних відносинах з якою СРСР саме мав складнощі.
Після розформування ЦБЧА Нирков виступав в команді м. Калініна. Після відродження ЦБЧА в 1954 році знову почав грати в цій команді.
У 1958 році йому було присвоєно звання судді республіканської категорії.

### Кар'єра в збірній
За збірну СРСР дебютував 15 липня 1952 року на олімпійських іграх в Фінляндії проти збірної Болгарії. Всього провів за збірну три матчі.
| Дата      | Місто   | Господарі | Результат | Гості     | Турнір  | Голи | Примітки |
| --------- | ------- | --------- | --------- | --------- | ------- | ---- | -------- |
| 15-7-1952 | Котка   | Болгарія  | 1 – 2     | СРСР      | ОІ 1952 | -    |          |
| 20-7-1952 | Тампере | СРСР      | 5 – 5     | Югославія | ОІ 1952 | -    |          |
| 22-7-1952 | Тампере | СРСР      | 1 – 3     | Югославія | ОІ 1952 | -    |          |
| Усього    |         | Матчів    | 3         |           | Голів   | 0    |          |

### Військова служба
Восени 1953 року Юрій Нирков закінчив футбольну кар'єру і вступив до Академії бронетанкових військ, в 1956 році він закінчив академію у званні майора, до 1964 року перебував у різних командних посадах в Управлінні кадрів Групи радянських військ у Німеччині.
Пізніше був переведений до Москви, де зайняв посаду заступника начальника управління кадрів Академії Генерального штабу, на якій пропрацював з 1965 по 1980 роки. У 1980 році отримав звання генерал-майора. До жовтня 1989 року був начальником управління кадрів Головного управління Генерального штабу СРСР. Пізніше працював головою Федерації футболу РРФСР і одночасно був заступником голови Федерації футболу СРСР (1990—1991). Після розпаду Радянського Союзу став головою комітету ветеранів РФС (1992—1997), в 1994—2005 — президент Фонду ветеранів армійського футболу імені Григорія Федотова. Помер 20 грудня 2005 року на 82-му році життя у місті Москва.
В історії радянського футболу було лише двоє гравців, які дослужилися до генеральського звання. Другим генерал-майором був заслужений тренер УРСР Віктор Федоров, який під час ігрової кар'єри захищав кольори московських клубів «Крила Рад», ВПС, «Торпедо» і ЦБРА.

## Сім'я
Юрій Нирків був одружений. Його дружина Світлана Олександрівна — домогосподарка. Діти — Олександр і Сергій. Онуки Сергій та Ірина.

## Досягнення
- Чемпіонат СРСР
  -  Чемпіон (3): 1948, 1950, 1951

- Кубок СРСР
  -  Володар (2): 1948, 1951

## Звання
- Суддя республіканської категорії: з 1958
- Заслужений майстер спорту СРСР: з 1985
- Заслужений працівник фізичної культури Росії: з 1993

### Нагороди
- Кавалер ордена Великої Вітчизняної війни I ступеня (двічі)
- Кавалер ордена Великої Вітчизняної війни II ступеня
- Кавалер ордена Червоної Зірки
- Кавалер ордена «За службу Батьківщині у Збройних Силах СРСР» III ступеня
- Кавалер ордена Дружби 1997
- Нагороджений багатьма медалями.